# Вітри пустелі (фільм, 1936)
«Вітри пустелі» (англ. Winds of the Wateland) - вестерн 1936 року режисера Мака В. Райта. від студії Republic Pictures В головних ролях Джон Вейн та Філліс Фрейзер. Фільм було кольоризовано та видано для домашнього відео під назвою "Погоня на дилижансі".

## Сюжет
У 1861 році Джон Блер (Джон Вейн) та його партнер Ларрі Адамс (Лейн Чендлер) очікують, що розповсюдження телеграфу може знищити бізнес компанії "Russell & Waddell Pony Express". Сподіваючись використати свої навички верхової їзди, вони вирішують розпочати власне діло з дилижансових перевезень. Вони їдуть до міста Бьюкенен Сіті, щоб придбати дилижанс в місцевого магната Кела Дрейка (Дуглас Косгроув). Натомість Дрейк пропонує їм роботу на його власного дилижансовому маршруті - до густонаселеного Кресент-Сіті. Дрейк переконуж Блера та Адамса, що цей маршрут досить прибутковий.
Прибувши до Кресент-Сіті, Блер та Адамс швидко розуміють, що їх обдурили, адже  єдиними мешканцями Кресент-Сіті є мер Рокі О'Брайен (Лью Келлі) та доктор Вільям Форсайт (Сем Флінт)...

## Актори
- Джон Вейн - Джон Блер
- Філліс Фрейзер - Барбара Форсайт
- Лью Келлі - Рокі О'Брайен
- Дуглас Косгроув - Кел Дрейк
- Лейн Чандлер - Ларрі Адамс
- Сем Флінт - Вільям "Док" Форсайт
- Боб Кортман - Черокі Джо
- Ед Кессіді - містер Додж
- Джон Холл - Джим
- Меррілл Маккормік - Піт
- Крістіан Дж. Франк - керівник телеграфної пригади
- Джек Роквелл - маршал Бьюкенен Сіті
- Артур Міллетт — керівник пошти у Бьюкенен Сіті
- Трейсі Лейн  - Рід